# 卡爾山
47°14′53″N 10°9′4″E / 47.24806°N 10.15111°E

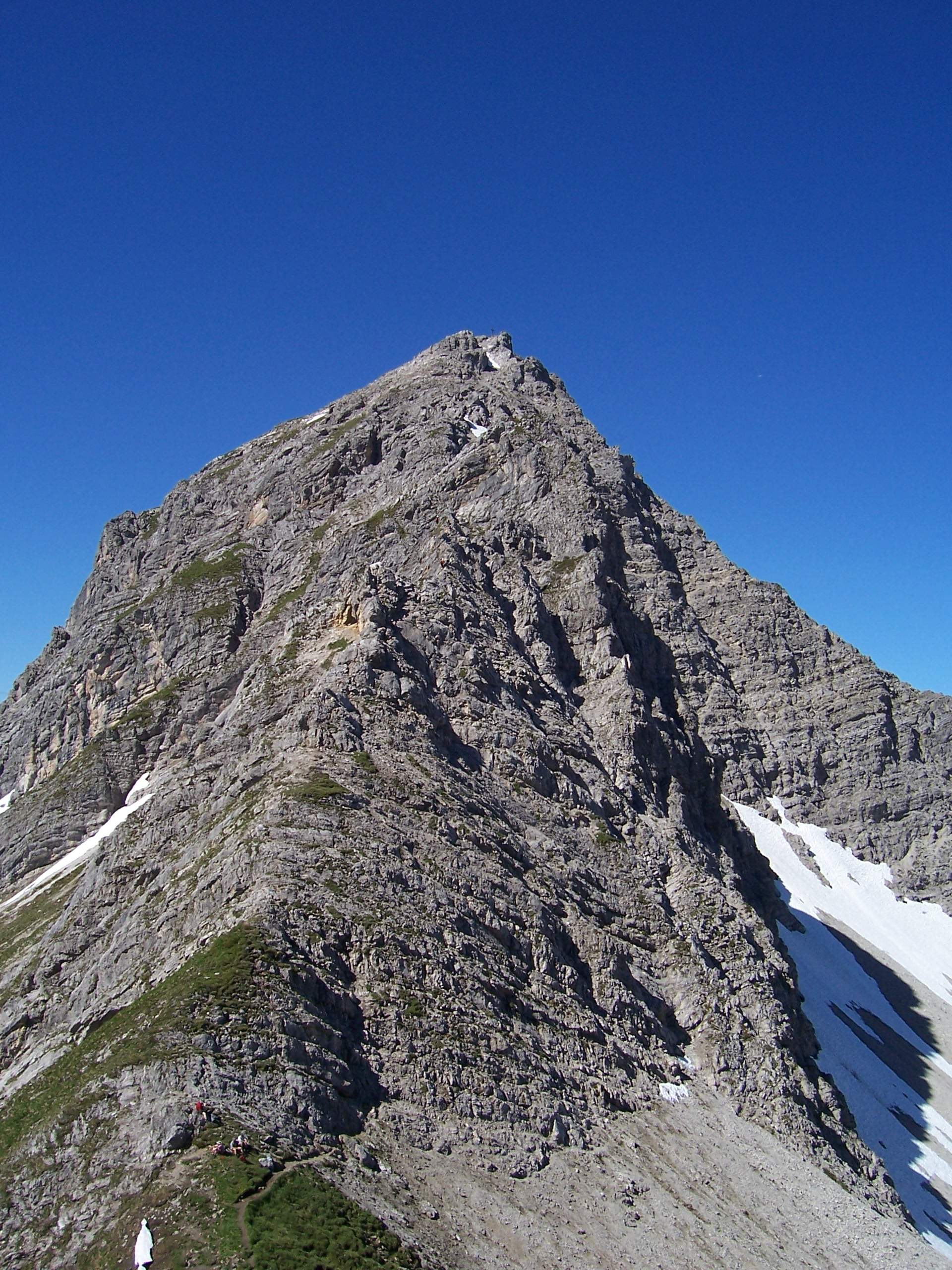

卡爾山（德語：Karhorn），是奧地利的山峰，位於該國西部，由福拉爾貝格州負責管轄，屬於萊希奎倫山脈的一部分，海拔高度2,416米，每年平均降雨量1,730毫米。